# Musée Aéronautique Colonel (Aviateur) Jaime Meregalli
Le Musée Aéronautique Colonel (Aviateur) Jaime Meregalli (en espagnol : Museo Aeronáutico Coronel (Aviador) Jaime Meregalli) est un musée uruguayen dédié à l'histoire de l'aviation et de l'exploration spatiale dirigé par le Commandement Logistique Aérien (en espagnol : Comando Aéreo Logístico) de la Force aérienne uruguayenne comme partie de la Brigade Aérienne I (es) près de l'aéroport international de Carrasco.

## Histoire
Le musée a été créé en 1941 quand le Colonel Jaime Meregalli (es) créé une sale d'exhibition à la Base aérienne Cap. Juan Manuel Boiso Lanza (es) à Montevideo où on expose en vitrine des objets personnels des pionniers de l'aviation nationale.
En 1949, en revenant de ses missions aux USA, Maregalli ressent la nécessité de dédier un espace afin de mieux transmettre l'histoire de l'aviation. Ainsi, le 27 novembre 1952, le Pouvoir exécutif (es) met en place une commission spéciale d'étude pour la création d'un musée de l'aviation. Cette commission est promue par la direction générale de l'aviation militaire uruguayenne. Le 4 décembre 1953, quand l'aviation militaire devient une branche à part entière de l'armée, le général Medardo R. Farías (es), enthousiaste, fait un apport significatif en permettant au musée de s'installer dans le hall du bâtiment annexe du siège.
Le 18 août 1954, enfin est créé le Musée d'Aviation, et moyennant la Résolution du Pouvoir Exécutif N.º 14.272 publiée dans le Bulletin du Ministère de Défense Nationale N.º  3.696, Jaime Maregalli est désigné comme premier directeur. Le 23 octobre 1956, à l'arrivée des avions à réaction en Uruguay, avec l'arrivée de avions d'entraînement Lockheed T-33A, le musée a déplacé son siège à Base aérienne général Cesáreo Berisso (es), où avaient atterri les T-33.
Le 12 août 1957, une partie du patrimoine s'est déplacé vers le Palais Municipal de Montevideo (es), pour participer à la 2ème exposition aéronautique qui se déroulera sur son esplanade. En novembre, ils déplacent quelques éléments vers l'exposition aéronautique réalisée à l'aéroport Jorge-Newbery, dans le cadre des festivités de la XII Semaine Aéronautique Argentine.
Cette même année, le musée manquait de place pour héberger et exposer son patrimoine qui s'agrandissait, c'est pourquoi le Conseil Départamentale de Montevideo (es) lui attribue cinq pavillons de l'exposition nationale de la production (en espagnol : Exposición Nacional de la Producción) où sera situé le musée. La réouverture du musée a lieu le 24 février 1959. Ce même jour, selon le décret du pouvoir exécutif N.º 24.213, le Conseil national du gouvernement changera le nom du musée de Musée National de l'Aviation (en espagnol : Museo Nacional de Aviación) en Musée aéronautique (en espagnol : Museo Aeronáutico) et renforce son lien avec la Force aérienne Uruguayenne.
En 1962, on commence à construire de nouveaux locaux qui coutent 250 000 pesos uruguayens. Les travaux de construction incluent un pavillon de fer et d'aluminium de 20 × 60 m. Le musée réouvre ses portes le 22 septembre 1963 mais en 1965 il doit refermer ses portes car en ce même lieu, la Banque Hipotecario d'Uruguay (es) a des projets de logements sociaux. Cette même année, les techniciens de la banque Hipotecario vident le pavillon et déplacent son contenu au Stade Héctor Grauert (es). C'est ce dernier lieu qui sera le siège du musée jusqu'en 2014.
A cet endroit, le 4 décembre 1997 a eu lieu un incendie qui a détruit plus d'une dizaine d'aéronefs irremplaçables. L'incendie a été déclenché par la chaleur des ampoules des cameras d'une chaîne de télévision qui filmait à l'intérieur d'un avion. Parmi les avions perdus on note un De Havilland DH.90 Dragonfly nommé "Churrinche" qui était le premier avion de la PLUNA et un Potez 25 qui était le seul au monde dans son état d'origine.
Le 17 mars 1993, avec l'aide du comité d'aviation national le musée change de nom pour son nom actuel en hommage au premier directeur.

## De nos jours
Après le déplacement et la démolition du stade Héctor Grauert, le terrain où le musée était basé a été investi pour la construction de l'Antel Arena (es). Suite à cela, le musée ferme ses portes après cinquante ans pour trouver une nouvelle fois un autre lieu.
Le nouveau siège est construit comme une partie de la Brigade Aérienne I de la Force Aérienne Uruguayenne, qui se trouve dans le nouveau terminal de l'Aéroport International de Carrasco inauguré en 2009, et qui inclut un hangar et deux salles thématiques externes, consacrées à l'aviation militaire et commerciale du l'Uruguay. La première partie du nouveau hangar a été inaugurée le 4 décembre 2013. Plus tard, le 17 mars 2015, pour l'anniversaire de l'aviation militaire, on inaugure la seconde partie du hangar, qui possède une section de l'Administration Nationale de Télécommunications (es) avec une présentation d'équipements de télécommunications anciens. A ce moment, le musée change de nom pour Musée de l'Aérospatial et des communications (en espagnol : Museo Aeroespacial y de las Comunicaciones) mais ce nom est abandonné plus tard.
Le 28 septembre 2021 a lieu l'inauguration de la salle spatiale nommée "De la terre aux étoiles" (en espagnol : De la Tierra a Las Estrellas) qui, à travers d'une exhibition de panneaux, pièces historiques et maquettes d'aéronefs ou d'engins spatiaux, ouvre le musée à l'exploration spatiale. Parmi les pièces on trouve de petites roches lunaires accompagnées d'un drapeau de l'Uruguay qui ont été amenées sur la lune lors de la mission Apollo 11 le 20 juillet 1969.

## Salles du musée

### Aéronautique civile
Elle présente les premiers vols du pays au XIXe siècle, les projets, des pièces et documents des premieres expériences théoriques, des pièces et éléments des premiers aéronefs des constructeurs pionniers uruguayen F.E. Bonilla, A. Adami, R. Detomasi y M. García Cames.
Cette salle présente le cockpit de l'avion Farman qui faisait partie du Centre National d'Aviation. On y expose des objets des grandes compagnies aériennes nationales avec un espace dédié à la PLUNA et des vitrines exposant la CAUSA (es) et la ARCO Aerolíneas Colonia S. A. (es).
Il y a aussi un espace dédié aux premiers aviateurs uruguayens comme Emma Walder, Irma Camacho et Mirta Vanni ou des personnages étrangers qui ont été admiratifs ou qui ont apporté à l'aviation en Uruguay comme Armand Prevost, Bartolomeo Cattaneo, Jorge Newbery o Ramón Franco, entre autres.

### Aéronautique militaire et navale
Elle commence avec une salle dédiée aux premiers vols militaires uruguayens. On y trouve une salle dédiée à l'école militaire aéronautique de 1916. Parmi les militaires influents en Uruguay on trouve Juan Manuel Boiso Jette, Cesáreo L. Berisso (es), Esteban Cristi, Adhemar Saenz Lacueva, Óscar Gestido, Tydeo Larre Borges (es), Glauco Larre Borges, ou Atilio Frigerio, et autres. On y rappelle la mission antarctique Antarkos I (es) avec un Fairchild Hiller FH-227D de l'Escadron Aérien n.º 3 de la Force Aérienne Uruguayenne (es) qui en 1984 fait atterrir le premier avion uruguayen en antarctique.
On y présente les missions réalisées pour les Nations Unies, des uniformes et des matériels utilisés par les équipages depuis les débuts de l'aviation militaire uruguayenne jusqu'à nos jours. Il y a aussi une collection de maquettes et d'illustrations des diverses époques de l'aviation uruguayenne et mondiale.

### De la Terre aux Étoiles
Cette sale comprend des maquettes à l'échelle et des panneaux informatifs quant aux premiers efforts et aux premières missions au delà de la Ligne de Kármán.

### Hangar

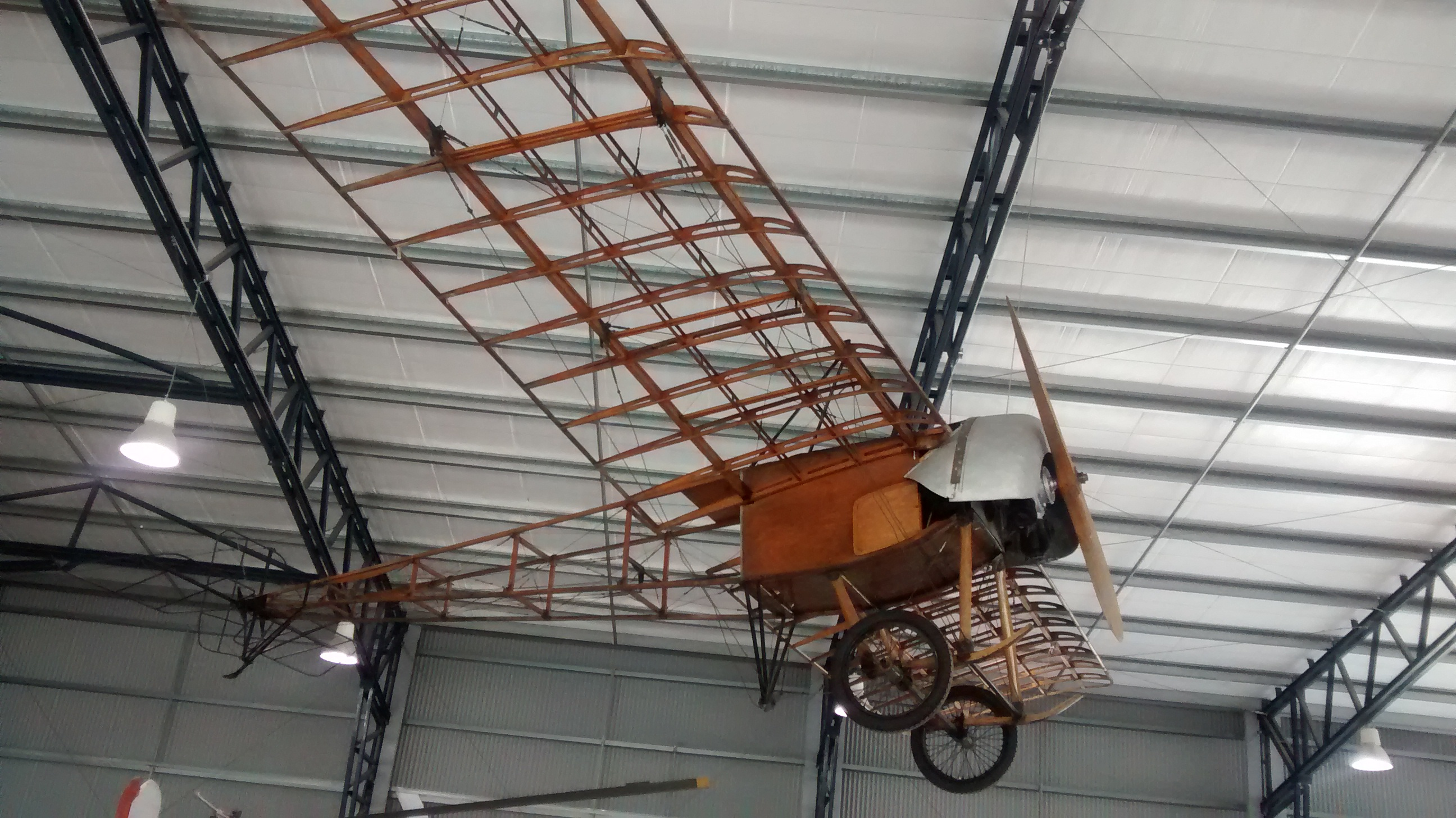
Castaibert.

On y trouve des panneaux informatifs et des pièces historiques sur l'histoire du vol dans l'humanité. Il se continue avec l'exhibition d'aéronefs civils, militaires et navals avec une réplique du premier avion ayant volé en Uruguay, un Blériot XI de 1910, un Castaibert VI de 1915 unique au monde, jusqu'à des modèles plus récents comme un avion de chasse à réaction Lockheed F-80C Shooting Star ou un avion d'attaque au sol Cessna À-37B Dragonfly et même un FMA IA-58 Pucará. Cela aussi se complète avec une collection d'hélicoptères, et de matériels spéciaux utilisés par les aéronefs dans une grande variété de missions.

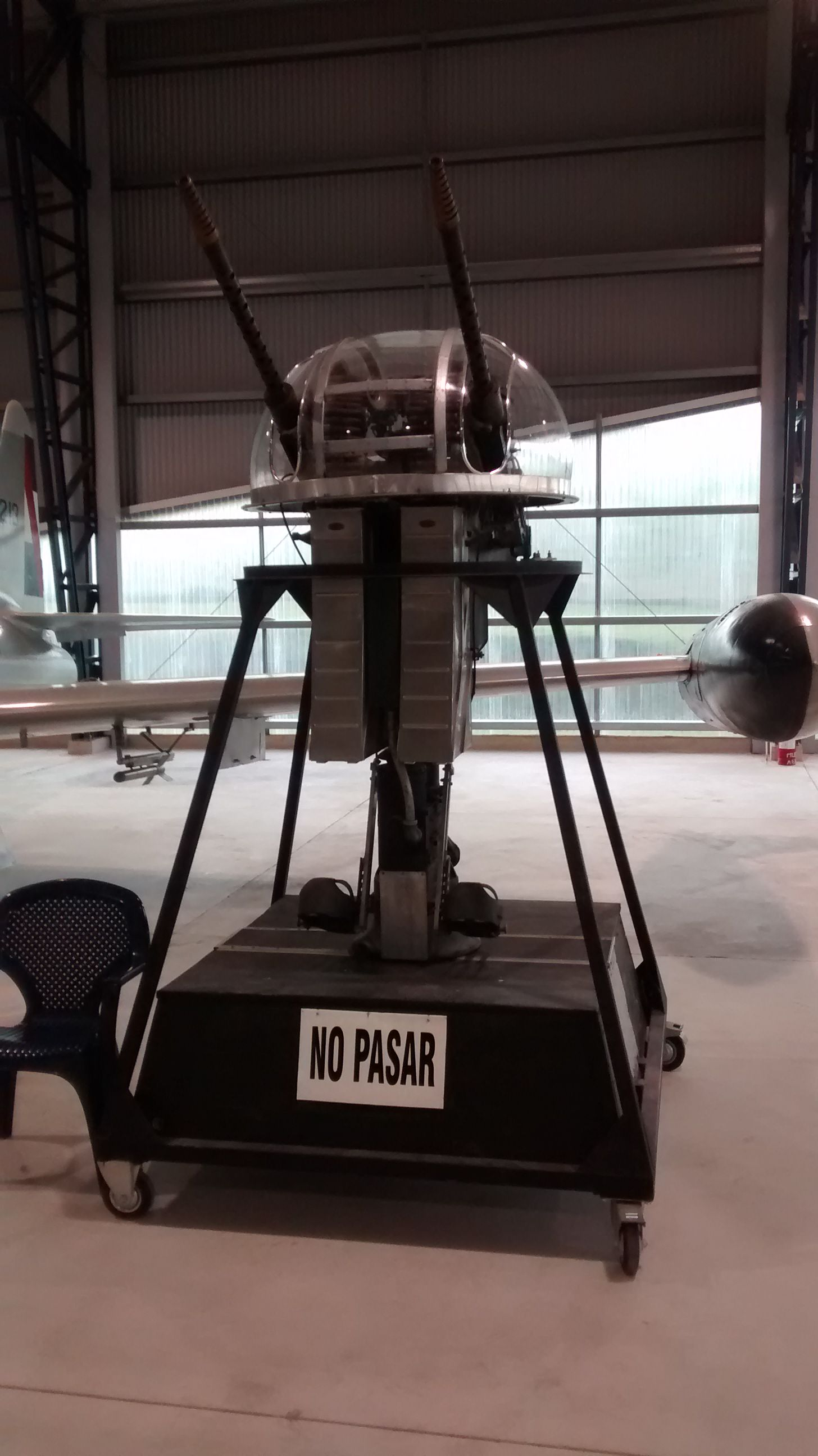
Tourelle supérieure Bendix de B-25 Mitchell.

On y montre des moteurs à pistons rotatifs et en ligne, des turbopropulseurs et des moteurs à réaction mais aussi diverses hélices de bois et de métal. On y trouve aussi des accessoires utilisés sur divers aéronefs, des instruments de vol et des équipements terrestres d'aide au vol. On y trouve le premier radar du pays datant de 1986, des instruments météorologiques, des viseurs de bombardement, viseur Norden, une tourelle avec mitrailleuse supérieure d'un North American B-25 Mitchell qui est parfois opérationnelle.
On y trouve aussi divers simulateurs de vol et un rappel de l'accident du vol Fuerza Aérea Uruguaya 571.

### Aéronefs en extérieur
On y trouve un Douglas DC-3 de la PLUNA, un Lockheed T-33 Shooting Star ayant fait partie du Escadron Aérien n.º 2 de la Force Aérienne Uruguayenne (es), un Aero Commander ayant fait partie du Groupe photographique de la Force aérienne Uruguayenne, un Vickers Viscount ayant appartenu à la PLUNA.

## Aéronefs en restauration
Un Lockheed C-60 Lodestar (N69415) confisqué à des contrebandiers à Florida en attente pour le début de ses travaux.